# Christopher Tolkien
Christopher John Reuel Tolkien (Leeds, 21 novembre 1924 – Draguignan, 16 gennaio 2020) è stato uno scrittore britannico, famoso soprattutto per essere il curatore di molte delle opere postume di suo padre, J. R. R. Tolkien. Ha disegnato le mappe originali per l'opera de Il Signore degli Anelli, firmandosi C. J. R. T.

## Biografia
Christopher Tolkien nacque a Leeds, in Inghilterra, terzo di quattro figli di J. R. R. Tolkien ed Edith Bratt. Venne educato alla Dragon School di Oxford e poi alla Oratory School. Durante la Seconda guerra mondiale servì come pilota nella Royal Air Force. Prese parte fin da subito alla critica delle idee di suo padre, prima da bambino ascoltando le storie di Bilbo Baggins, e poi da adolescente e da giovane, offrendo molte idee per Il Signore degli Anelli durante i 15 anni della sua creazione. Ebbe l'onere di interpretare le mappe del padre, a volte auto-contraddittorie, della Terra di Mezzo, per creare le versioni usate nei libri, che ridisegnerà poi più tardi, alla fine degli anni settanta, per chiarire le iscrizioni e correggere errori e omissioni.
Successivamente Christopher seguì le orme di suo padre, diventando insegnante di lingua inglese al New College di Oxford, dal 1964 al 1975. Attirò l'attenzione con la sua opposizione alla trilogia cinematografica de Il Signore degli Anelli, diretta da Peter Jackson, sostenendo che le opere di suo padre non fossero adatte ad un'interpretazione cinematografica. Viveva in Francia con la sua seconda moglie, Baillie Tolkien, curatrice de Le lettere di Babbo Natale di J. R. R. in pubblicazione postuma. Ebbero due figli. Il primo figlio dal suo primo matrimonio, Simon Tolkien, è avvocato e romanziere.
È morto il 16 gennaio 2020 a 95 anni presso l'Ospedale della Dracénie a Draguignan.

## Opere
J. R. R. Tolkien scrisse una grande quantità di materiale a proposito dei miti della Terra di Mezzo che non venne pubblicato durante la sua vita. Dopo la morte di suo padre, Christopher iniziò un lungo lavoro di riorganizzazione della grande massa delle sue note, alcune delle quali scritte mezzo secolo prima su foglietti spaiati. Gran parte del materiale era manoscritto; alcune bozze erano state scritte sopra altre semi cancellate e i nomi dei personaggi cambiavano frequentemente tra la fine e l'inizio della stessa bozza. Decifrarle fu un compito arduo, e probabilmente solo qualcuno che visse insieme a J.R.R. Tolkien e seguì l'evoluzione delle sue storie avrebbe potuto dargli un senso. Christopher Tolkien ammise addirittura di aver dovuto occasionalmente cercare di indovinare cosa intendesse suo padre.
Lavorando con Guy Gavriel Kay, riuscì a completare Il Silmarillion, pubblicato nel 1977. Si tratta di un'opera molto dibattuta, poiché gran parte della sua forma finale è stata modificata da Christopher per far combaciare i particolari con i canoni della Terra di Mezzo. È stato seguito da Racconti incompiuti nel 1980 e da La storia della Terra di Mezzo tra il 1983 e il 1996.
Nel settembre 2006 Christopher Tolkien annunciò il completamento di un nuovo libro, I figli di Húrin, basato su alcuni appunti lasciati dal padre. Passò 30 anni a lavorare a questo progetto, pubblicato il 17 aprile 2007. Per questo lavoro fu molto criticato poiché parte dei testi era stata ampiamente rimaneggiata.
A luglio 2009 pubblicò in Inghilterra un nuovo libro inedito del padre, questa volta senza apportare modifiche: La leggenda di Sigurd e Gudrún. Si tratta della rielaborazione tolkieniana degli antichi miti norreni, frutto del suo lavoro di filologo e della sua passione per queste saghe.
Nel 2017 viene pubblicato il volume Beren e Lúthien, da lui curato, che raccoglie ed estende quanto già pubblicato sull'episodio: è il secondo volume, dopo I figli di Húrin, incentrato su un episodio della Prima Era.
Nel 2018 viene pubblicato La caduta di Gondolin, da lui curato, che raccoglie sia brani già pubblicati che altri scritti del padre su questo episodio: è il terzo volume incentrato su un episodio della Prima Era.